# Helianthemum sanguineum
Helianthemum sanguineum là một loài thực vật có hoa trong họ Nham mân khôi. Loài này được (Lag.) Lag. ex Dun. mô tả khoa học đầu tiên năm 1824.